# Taux de vide
Le taux de vide α est le rapport de section de conduite, Sv, occupé par la vapeur (phase gazeuse) sur la section totale S.
{\displaystyle \alpha =Sv/S}, 
Ce rapport est très utilisé dans les calculs de thermohydraulique diphasique.